# Simon Hansen (Leichtathlet)
Simon Hansen (* 30. Juni 1998 in Herning) ist ein dänischer Leichtathlet, der sich auf den Sprint spezialisiert hat, aber auch im Hochsprung an den Start geht. Aktuell ist er Inhaber der Landesrekorde über 100 und 200 Meter.

## Sportliche Laufbahn
Erste internationale Erfahrungen sammelte Simon Hansen im Jahr 2015, als er bei den Jugendweltmeisterschaften in Cali über 100 und 200 Meter bis ins Halbfinale gelangte und dort mit 10,65 s und 21,37 s ausschied. 2019 erreichte er bei den Europaspielen in Minsk mit übersprungenen 1,94 m Rang 26 und anschließend schied er bei den U23-Europameisterschaften in Gävle mit 21,47 s in der Vorrunde im 200-Meter-Lauf aus und verpasste mit der dänischen 4-mal-100-Meter-Staffel mit 40,22 s den Finaleinzug. 2021 startete er im 60-Meter-Lauf bei den Halleneuropameisterschaften in Toruń und schied dort mit 6,83 s im Vorlauf aus. Anfang Mai belegte er bei den World Athletics Relays im polnischen Chorzów in 39,56 s den vierten Platz in der 4-mal-100-Meter-Staffel und stellte im Vorlauf mit 39,06 s einen neuen Landesrekord auf. Zudem kam er mit der 4-mal-200-Meter-Staffel nicht ins Ziel. Anschließend siegte er in 10,32 s über 100 Meter bei den Copenhagen Athletics Games und nahm dann im August mit der Staffel an den Olympischen Sommerspielen in Tokio Teil und verpasste dort mit 38,16 s den Finaleinzug. Daraufhin siegte er bei den Trond Mohn Games in 20,71 s über 200 Meter sowie in 10,42 s auch im 100-Meter-Lauf. Im Jahr darauf siegte er in 20,56 s über 200 Meter bei den Copenhagen Athletics Games und schied anschließend bei den Weltmeisterschaften in Eugene mit 20,80 s in der ersten Runde über 200 Meter aus und kam im Staffelbewerb in der Vorrunde nicht ins Ziel. Daraufhin gelangte er bei den Europameisterschaften in München bis ins Halbfinale über 200 Meter, ging dort aber nicht mehr an den Start.
2023 erreichte er bei den Halleneuropameisterschaften in Istanbul das Halbfinale über 60 Meter und schied dort mit 6,65 s aus und im Jahr darauf schied er bei den Hallenweltmeisterschaften in Glasgow mit 6,62 s ebenfalls im Semifinale aus. Im Mai kam er bei den World Athletics Relays in Nassau mit der 4-mal-100-Meter-Staffel nicht ins Ziel. Anschließend belegte er bei den Europameisterschaften in Rom in 10,19 s den siebten Platz über 100 Meter und belegte mit der Staffel in 39,21 s den sechsten Platz. Im August schied er bei den Olympischen Sommerspielen in Paris mit 10,39 s in der ersten Runde über 100 Meter aus. 2024 erreichte er bei den Halleneuropameisterschaften in Apeldoorn das Semifinale über 60 Meter und schied dort mit 6,66 s aus.
In den Jahren 2016, 2019 und 2022 wurde Hansen dänischer Meister im 200-Meter-Lauf sowie 2019 auch in der 4-mal-100-Meter-Staffel und 2023 und 2024 über 100 Meter. Zudem wurde er 2020, 2023 und 2024 Hallenmeister im 60-Meter-Lauf.

## Persönliche Bestzeiten
- 100 Meter: 10,11 s (−0,1 m/s), 29. Juni 2024 in Hvidovre (dänischer Rekord)
  - 60 Meter (Halle): 6,58 s, 23. Januar 2024 in Aarhus
- 200 Meter: 20,49 s (−0,2 m/s), 5. September 2021 in Aarhus (dänischer Rekord)
  - 200 Meter (Halle): 22,33 s, 21. Februar 2015 in Skive
- Hochsprung: 1,94 m, 23. Juni 2019 in Minsk